# Scarus flavipectoralis
Scarus flavipectoralis е вид бодлоперка от семейство Scaridae. Видът не е застрашен от изчезване.

## Разпространение и местообитание
Разпространен е в Австралия, Вануату, Виетнам, Източен Тимор, Индонезия, Малайзия, Маршалови острови, Микронезия, Ниуе, Нова Каледония, Палау, Папуа Нова Гвинея, Соломонови острови, Тонга и Филипини.
Обитава крайбрежията и пясъчните дъна на морета, лагуни и рифове. Среща се на дълбочина от 10 до 40 m, при температура на водата от 26,4 до 28,6 °C и соленост 34,2 – 35,2 ‰.

## Описание
На дължина достигат до 40 cm.